# Premio Pulitzer: Fotografías de Noticias de Última Hora
El Premio Pulitzer para fotografía de noticia de última hora es uno de los premios Pulitzer anualmente concedidos para el periodismo. Desde el año 2000 se ha utilizado con el nombre "última noticia" pero se lo considera Premio Pulitzer de noticia disponible de Fotografía.

## Lista de ganadores para el Pulitzer Prize por noticia disponible
- 1968: Rocco Morabito, Jacksonville Journal.
- 1969: Edward T. Adams, Associated Press.
- 1970: Steve Starr, Associated Press.
- 1971: John Paul Filo, Valley Daily News/Daily Dispatch.
- 1972: Horst Faas and Michel Laurent, Associated Press.
- 1973: Huynh Cong Ut, Associated Press.
- 1974: Anthony K. Roberts,
- 1975: Gerald H. Gay, Seattle Times.
- 1976: Stanley Forman, Boston Herald-American.
- 1977: Stanley Forman, Boston Herald-American.
- 1977: Neal Ulevich, del Associated Press.
- 1978: John H. Blair, del United Press International.
- 1979: Thomas J. Kelly III, Pottstown Mercury.
- 1980: Jahangir Razmi, Ettela'at, United Press International.
- 1981: Larry C. Price, Fort Worth Star-Telegram.
- 1982: Ron Edmonds, Associated Press.
- 1983: Bill Foley, Associated Press.
- 1984: Stan Grossfeld, Boston Globe.
- 1985: Equipo del  Register-
- 1986: Carol Guzy and Michel duCille, Miami Herald.
- 1987: Kim Komenich, San Francisco Examiner.
- 1988: Scott Shaw, Odessa American.
- 1989: Ron Olshwanger del St. Louis Post-Dispatch
- 1990: Equipo fotográfico Oakland Tribune, California.
- 1991: Greg Marinovich, Associated Press.
- 1992: Staff, Associated Press.
- 1993: Ken Geiger y William Sneider, Dallas Morning News.
- 1994: Paul Watson, Toronto Star.
- 1995: Carol Guzy, Washington Post.
- 1996: Charles Porter IV.
- 1997: Annie Wells, Press Democrat.
- 1998: Martha Rial, Pittsburgh Post-Gazette.
- 1999: Staff, Associated Press.

## Ganadores del Pulitzer por Fotografía de última hora
- 2000: Equipo de Denver Rocky Mountain News.
- 2001: Alan Diaz, The Associated Press.
- 2002: Equipo de The New York Times.
- 2003: Equipo Rocky Mountain News.
- 2004: David Leeson y Cheryl Diaz Meyer, The Dallas Morning News.
- 2005: Anja Niedringhaus de The Associated Press.
- 2006: Equipo The Dallas Morning News.
- 2007: Oded Balilty de The Associated Press.
- 2008: Adrees Latif de Reuters.
- 2009: Patrick Farrell de The Miami Herald.
- 2010: Mary Chind de The Des Moines Register.
- 2011: Carol Guzy, Nikki Kahn y Ricky Carioti de The Washington Post.
- 2012: Massoud Hossaini de Agence France-Presse .
- 2013: Rodrigo Abd de The Associated Press.
- 2014: Tyler Hicks de The New York Times.
- 2015: Equipo de fotografía de St. Louis Post-Dispatch
- 2016: (Dos ganadores) Mauricio Lima, Sergey Ponomarev, Tyler Hicks y Daniel Etter de The New York Times, y el equipo de fotografía de Reuters.
- 2017: Daniel Berehulak, periodista independiente, por fotografías publicadas en The New York Times.
- 2020:Tyrone Siu, Adnan Abidi, Ammar Awad, Anushree Fadnavis, Willy Kurniawan, Leah Millis, Athit Perawongmetha, Thomas Peter, Kai Pfaffenbach, Jorge Silva y Susana Vera de Reuters.[1]